# Lalla Takarkoust (kommun)
Lalla Takarkoust (franska: Lalla Takarkoust (CR), Lalla Takarkoust (Commune Rurale), arabiska: دار جمعة) är en kommun i Marocko.   Den ligger i provinsen Al Haouz och regionen Marrakech-Safi, i den centrala delen av landet, 300 km söder om huvudstaden Rabat. Antalet invånare är 2 658.